# Contea di Tolosa
La Contea di Tolosa fu un'entità feudale fondata nella seconda metà dell'VIII secolo, inizialmente vassalla del regno d'Aquitania, poi del regno dei Franchi occidentali, ma presto di fatto indipendente arrivando al suo apogeo all'inizio del XIII secolo quando il suo territorio fu dilaniato dalla guerra conosciuta come crociata albigese e col trattato di Parigi del 1229, il conte Raimondo VII, dovette riconoscersi vassallo del regno di Francia e nel 1271, alla morte dell'ultimo conte, Alfonso III di Poitiers, la contea divenne un possesso della corona francese.

## Inizio della contea

Il tolosano compreso nell'Aquitania sotto Carlo Magno.

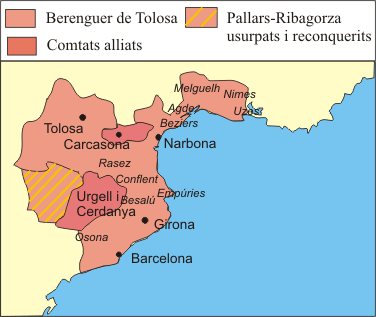
Territori di Berengario il Saggio

Il tolosano fu conquistato dai Franchi nel 507 (battaglia di Vouillé) e tolto al regno dei visigoti, assieme a tutta l'Aquitania, che fu governata separatamente dai regni di Neustria, Austrasia e Burgundia.
Nel 629, Cariberto II, stipulò un accordo, sancito nel 631 con fratellastro Dagoberto I, ottenendo al posto della Neustria il nuovo regno d'Aquitania, che comprendeva anche la Guascogna ed il tolosano, che seguì le sorti dell'Aquitania, sino alla sottomissione di quest'ultima da parte del re dei Franchi, Pipino il Breve.
La contea di Tolosa fu creata, nell'ambito del nuovo regno d'Aquitania e, molto probabilmente, il primo conte, Torsone di Tolosa ricevette l'investitura da Carlo Magno, nel 778. Nel 790, divenne conte, Guglielmo di Gellone, figlio di Alda, figlia naturale di Carlo Martello, quindi cugino di Carlo Magno di cui fu anche paladino. Guglielmo nell'801 partecipò alla conquista di Barcellona, assieme ad Ademaro di Narbona e divenne marchese della Marca di Spagna. Poi, nell'803, liberò Narbona. Quando, nell'806, Guglielmo si ritirò in convento, divenne conte Begone, già conte di Parigi e marito di una figlia illegittima di Carlo Magno. Poi fu la volta di Berengario il Saggio, che fu anche consigliere del nuovo re d'Aquitania, Pipino I e poi divenne conte di Barcellona.
Durante il regno di Pipino II furono conti di Tolosa Bernardo di Settimania e poi suo figlio, Guglielmo di Settimania, a cui, nell'849, succedette il casato di Rouergue, con Fredelone, che ricevette la contea dal re dei Franchi occidentali, Carlo il Calvo, come premio per avergli aperto le porte di Tolosa. Gli succedette il fratello Raimondo I, che fu spodestato dal conte Unifredo I di Barcellona, ritenuto il capo dei rivoltosi contro Carlo il Giovane re d'Aquitania, per volere del padre, Carlo il Calvo.

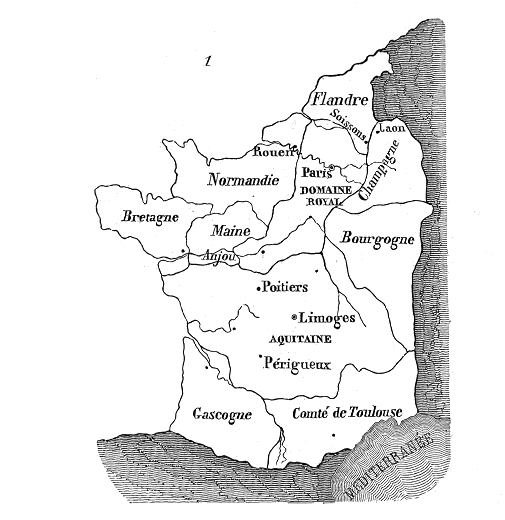
La Francia del X secolo

La contea ritornò alla famiglia Rouergue, con Bernardo il Vitello, che si trovò a lottare con il conte di Barcellona, Bernardo di Gotia e il conte di Alvernia, Bernardo Piede di Velluto, che, nell'877, lo fece assassinare e gli succedette a Tolosa. Alla morte di Bernardo Piede di Velluto, la contea ritornò alla famiglia Rouergue, con Raimondo II.

## La contea nei secoli X e XI: l'indipendenza
Dopo che sul trono di Francia, si era seduto Oddone, conte di Parigi, nell'888, tutti i ducati e le contee del sud-ovest della Francia e della Marca di Spagna, non si riconobbero più vassalli del re di Francia, per cui a partire dal X secolo la contea di Tolosa fu un feudo del regno di Francia, ma sempre più indipendente, a partire da Raimondo II che alla contea unì, nel 918, il ducato di Settimania, che da allora rimase unito alla contea di Tolosa, mentre il figlio di Raimondo II, Raimondo Ponzio I di Tolosa, per circa un ventennio (932-950) fu anche duca d'Aquitania e conte d'Alvernia.
Poi, di padre in figlio, seguirono, Raimondo II di Tolosa, Guglielmo Tagliaferro, Ponzio II di Tolosa e Guglielmo IV di Tolosa, che divenne, nel 1062, anche marchese di Provenza.
Nel 1094, alla morte di Guglielmo IV in Terra santa, il fratello, Raimondo, usurpando i diritti della nipote Filippa (ca. 1080-1117), divenne conte di Tolosa. Ormai la contea è completamente indipendente e la corte di Tolosa è una delle corti più libere che accoglie poeti e studiosi.

## La lotta contro i duchi d'Aquitania, il regno di Francia ed il regno d'Inghilterra
Il più anziano e il più ricco dei crociati, Raimondo, lasciò Tolosa alla fine di ottobre del 1096, con un grande seguito (fin dall'inizio il suo esercito fu il più numeroso) che comprendeva la moglie Elvira e Ademaro, vescovo di Le Puy, legato pontificio, mentre il figlio Bertrando rimase a governare i suoi feudi nel sud della Francia. Raimondo di Saint-Gilles divenne conte di Tripoli, anche se non riuscì mai a conquistare la città.
Alla morte di Raimondo gli succedette il figlio Bertrando, che nel 1108, lasciò il governo dei feudi tolosani e provenzali al fratellastro, Alfonso Giordano, per recarsi anche lui in Terra santa, a reclamare la contea di Tripoli.
Nel 1112, alla morte di Bertrando, Alfonso Giordano gli subentrò nei titoli di conte di Tolosa e marchese di Provenza. Tra il 1113 ed il 1114 il duca Guglielmo IX d'Aquitania con la moglie Filippa di Tolosa (?-1117), figlia del conte Guglielmo IV di Tolosa occuparono la contea di Tolosa e la Settimania, costringendo Alfonso Giordano nei feudi orientali (marchesato di Provenza, e contea di Saint-Gilles). Per cui tra il 1114 ed il 1120, pur avendo divorziato da Filippa, nel 1115, il duca d'Aquitania e conte di Poitiers fu il vero conte di Tolosa. Nel 1120, essendo Alfonso Giordano assediato in FOrange dal duca d'Aquitania (e conte di Tolosa), le milizie tolosane si ribellarono, lo liberarono dall'assedio e dopo una dura lotta, durata circa tre anni, lo riportarono a Tolosa, scacciando Guglielmo.
Verso il 1140 il re di Francia Luigi VII, spinto dalla moglie Eleonora, duchessa d'Aquitania, che aveva della pretese sulla contea di Tolosa in quanto nipote di Filippa di Tolosa, preparò l'aggressione alla contea di Tolosa; la spedizione del consistente esercito francese, sotto il comando del re, partì nel giugno del 1141 e si diresse velocemente su Tolosa, ma si risolse in un insuccesso e dopo alcune settimane si ritirò, senza aver conseguito alcun risultato. Nel 1148, Alfonso Giordano partecipò alla seconda crociata e tornò in Terra Santa, dove fu avvelenato.
Gli succedette il figlio Raimondo assieme al fratello secondogenito Alfonso II di Tolosa (?-1148), che morì dopo pochi mesi. Nel 1159, Raimondo V dovette subire l'attacco del re d'Inghilterra, Enrico II, che rivendicava la contea in nome della moglie, la duchessa d'Aquitania, Eleonora. Enrico II, dopo aver occupato una parte della contea, si diresse su Tolosa, che però vide arrivare in suo aiuto il re di Francia, Luigi VII, che presidiò la città fino al ritiro di Enrico II, salvando la contea a Raimondo V. Tra il 1181 ed il 1183, nella guerra tra i figli del re d'Inghilterra, Enrico II, Enrico e Riccardo Cuor di Leone, Raimondo si schierò con Enrico, detto il re Giovane, perché era stato nominato coreggente dal padre. All'improvvisa morte di Enrico, Raimondo sciolse il suo esercito e rese omaggio a Riccardo, signore d'Aquitania e futuro re d'Inghilterra. Nel 1186, però Riccardo attaccò la contea di Tolosa e riuscì a strappare a Raimondo la turbolenta provincia di Quercy. Dato che Riccardo, riprendendo la politica paterna, aveva altre pretese sulla contea di Tolosa, Raimondo si appellò al re di Francia, Filippo Augusto, che, nel 1190 confermò la contea a Raimondo, mentre, dietro il pagamento di 10 000 marchi d'argento, il Quercy venne lasciato a Riccardo, che nel frattempo era divenuto re d'Inghilterra ed era in procinto di partire per la terza crociata. Raimondo V morì nel 1194 lasciando i suoi titoli al figlio Raimondo.
Nel frattempo, nella contea di Tolosa e nella Linguadoca, prevalentemente nella regione di Albi, si era diffusa un'eresia cristiana, il Catarismo che i signori di Provenza ed anche alcuni ecclesiastici, come i vescovi di Tolosa e Carcassonne e l'arcivescovo di Narbona, verso la fine del XII secolo, non solo tollerarono, ma permisero che gli eretici predicassero nei villaggi e che potessero ricevere lasciti anche cospicui.

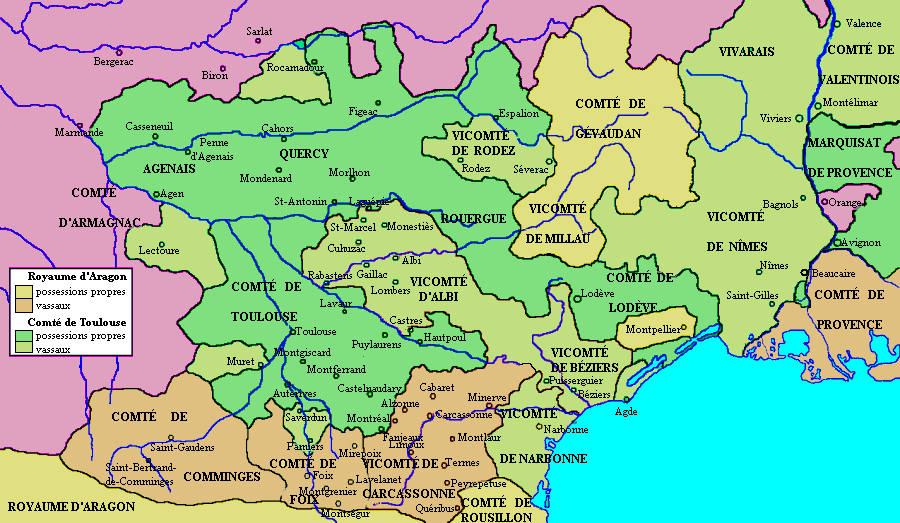
Carta dell'Occitania nel 1209
Possedimenti della Contea di Tolosa
Feudi della Contea di Tolosa
Possedimenti del Regno d'Aragona
Feudi del Regno d'Aragona

     Possedimenti della Contea di Tolosa
     Feudi della Contea di Tolosa
     Possedimenti del Regno d'Aragona
     Feudi del Regno d'Aragona

## Guerra degli albigesi e fine della contea
La storia della contea, all'inizio del XIII secolo, coincise con la storia della Crociata albigese, che dapprima fu lotta al catarismo, tramite legati pontifici, che come missionari contrastavano gli eretici. Poi dal 1204, sostituirono gli ecclesiastici locali che non erano abbastanza impegnati contro gli eretici ed infine, dopo l'omicidio di Pietro di Castelnuovo, nel 1208, e Arnaud Amaury, molto abilmente, fece ricadere la colpa sul conte di Tolosa, Raimondo VI. Innocenzo III allora scomunicò il conte di Tolosa, sciolse i suoi vassalli dal giuramento di fedeltà al proprio signore e fece diffondere il bando di chiamata alle armi in tutte le regioni del nord della Francia, predicando la crociata contro gli eretici e contro il conte di Tolosa, che decise allora di collaborare con la crociata. Nel 1212, la contea di Tolosa, il cui conte Raimondo, da oltre un anno, non partecipava più alle operazioni della crociata, era circondata ed iniziò la conquista dei crociati. Nel frattempo intervenne nella contesa il cognato di Raimondo, il re d'Aragona, Pietro II. Allora Pietro II, minacciato di scomunica dai legati, per aver difeso Raimondo VI a Lavaur, dopo aver invano, rivolto un appello al papa Innocenzo III, decise di scendere in campo contro i Crociati, a capo di una coalizione formata dai conti di Tolosa di Foix e di Comminges e dal visconte di Béarn, dichiarò guerra a Simone IV di Montfort ed il 12 settembre 1213, nella battaglia di Muret, non solo venne sconfitto, ma perse anche la vita. E Tolosa fu conquistata da Simone.
Nel novembre 1215 Raimondo fu a Roma a perorare la propria causa davanti al Concilio Lateranense IV, dove Simone di Montfort fu riconosciuto conte di Tolosa (inclusi i territori imperiali di Avignone e del Contado Venassino) e a Raimondo VI, privato dei suoi possedimenti fu assegnata una rendita annua di 400 marchi d'argento e i territori non ancora conquistati dai crociati, sarebbero stati conservati dalla chiesa e consegnati al figlio di Raimondo VI, anche lui di nome Raimondo, al raggiungimento della maggior età.
Nel 1216 Raimondo VI di Tolosa rientrò nella Linguadoca-Rossiglione, fomentando una nuova rivolta contro le forze occupanti dei baroni crociati e, nel 1217 occupò Tolosa. Dopo la morte di simone di Montfort, il fronte crociato cominciò a sfaldarsi e tra il 1221 ed il 1223, Raimondo VII riprese il controllo della contea. Raimondo VI era morto l'anno prima.
Il re di Francia, Luigi VIII, ottenuta la scomunica del conte, Raimondo VII, lanciò la crociata, nel 1226, e le aree prima perdute vennero riconquistate. Luigi VIII morì, nel novembre di quell'anno, ed i suoi sforzi contro gli albigesi vennero proseguiti dal figlio, Luigi IX il Santo. Nel 1228 vi fu l'ennesimo assedio di Tolosa, che si concluse con la presa della città e la distruzione delle sue fortificazioni.
Nel 1229 gli antagonisti giunsero ad un compromesso. La contea di Tolosa ed il marchesato di Provenza, privata dei territori del ducato di Narbona e della viscontea di Nîmes, rimasero al conte Raimondo VII, però vassallo della Francia, con l'impegno di maritare la sua unica erede, Giovanna al fratello del re Luigi IX, Alfonso. Avignone ed il Contado Venassino venivano assegnati definitivamente al papa.
Papa Gregorio IX, per sopprimere l'eresia albigese instaurò a Tolosa, l'Inquisizione, che operò fino al 1255 e, nel 1230, creò un'università (Studium Generale), sempre a Tolosa, come manovra per combattere l'eresia. Nel 1237, Gregorio IX conferì il diritto a chi avesse conseguito la laurea allo Studium Generale di Tolosa ad insegnare ovunque, senza altri esami.
Quando, il 12 maggio 1242, Il re d'Inghilterra Enrico III sbarcò a Royan, Raimondo VII si affrettò ad occupare Narbona e Béziers, ma dopo la ritirata di Enrico III da Saintes, Raimondo, minacciato di scomunica, supplicò il re Luigi IX, che gli concesse il perdono in cambio della promessa di combattere l'eresia e attenersi al trattato di Parigi del 1229.
Nel 1249, alla morte di Raimondo VII, Giovanna gli subentrò, assieme al marito Alfonso, nei titoli di contessa di Tolosa e marchesa di Provenza. In effetti però il governo dei suoi stati era nelle mani del marito, che essendo molto avido appoggiò procedimenti, che con l'appoggio reale gli permisero di trarne benefici.
Nel 1270 Giovanna partecipò all'ottava crociata, assieme al marito Alfonso; fu colpita dalla dissenteria, che la portò alla morte il 20 agosto 1270, il giorno prima del marito. Morirono senza eredi, per cui per il trattato di Parigi del 1259, tutti i territori dell'Agenais e Saintonge a sud della Charente avrebbero dovuto essere consegnati al re d'Inghilterra e duca d'Aquitania, Enrico III. Ma ciò non avvenne e le proprietà della coppia vennero annesse alla corona di Francia.